# Edward Kleban
Edward Kleban, detto Ed (Bronx, 30 aprile 1939 – Manhattan, 28 dicembre 1987), è stato un compositore e paroliere statunitense,  vincitore del Premio Pulitzer per la drammaturgia nel 1976.

## Biografia
Studiò alla Columbia University, dove fu compagno di studi del commediografo Terrence McNally. Kleban è noto soprattutto per essere stato il paroliere del musical A Chorus Line, con colonna sonora di Marvin Hamlisch e libretto di James Kirkwood Jr. e Nicholas Dante; il musical valse a tutti e quattro gli autori il Premio Pulitzer, mentre Kleban e Hamlisch vinsero anche il Drama Desk Award ed il Tony Award alla migliore colonna sonora originale.
Morì nel 1987 per un carcinoma dell'esofago.